# Open de Haining de snooker 2018
L'Open de Haining 2018 est un tournoi de snooker non-classé comptant pour la saison 2018-2019. L'épreuve s'est tenue du 31 juillet au 4 aout 2018 à la International Campus Zhejiang University de Haining, en Chine. Elle est organisée par la CBSA. 
L'évènement comptera 123 participants majoritairement asiatiques. Le vainqueur remporte la dotation de 120 000 ¥.
Le tenant du titre est Mark Selby, il avait battu l'anglais Tom Ford. Cette année, c'est à nouveau l'anglais qui s'est imposé. Il avait battu Li Hang 5 à 4 en finale. Le meilleur break du tournoi a été signé par Joe Perry. Il s'agissait d'une série de 123.

## Dotation
La répartition des prix est la suivante :
|                     | Prix      |
| ------------------- | --------- |
| Vainqueur           | 120 000 ¥ |
| Finaliste           | 50 000 ¥  |
| Demi-finaliste      | 20 000 ¥  |
| Quart de finaliste  | 10 000 ¥  |
| 8èmes de finaliste  | 6 000 ¥   |
| 16èmes de finaliste | 4 000 ¥   |
| 32èmes de finaliste | 2 500 ¥   |
| Meilleur break      | 10 000 ¥  |
| Break maximum       | 20 000 ¥  |
| Dotation totale     | 472 000 ¥ |

## Phases finales
|  | Quarts de finale au meilleur des 7 manches | Quarts de finale au meilleur des 7 manches | Quarts de finale au meilleur des 7 manches |         |            | Demi-finales au meilleur des 7 manches | Demi-finales au meilleur des 7 manches | Demi-finales au meilleur des 7 manches |  |  | Finale au meilleur des 9 manches | Finale au meilleur des 9 manches | Finale au meilleur des 9 manches |
|  |                                            |                                            |                                            |         |            |                                        |                                        |                                        |  |  |                                  |                                  |                                  |
|  |                                            | Mark Selby                                 | 4                                          |         |            |                                        |                                        |                                        |  |  |                                  |                                  |                                  |
|  |                                            | Gary Wilson                                | 1                                          |         |            |                                        |                                        |                                        |  |  |                                  |                                  |                                  |
|  |                                            | Gary Wilson                                | 1                                          |         | Mark Selby | 4                                      |                                        |                                        |  |  |                                  |                                  |                                  |
|  |                                            |                                            |                                            |         | Mark Selby | 4                                      |                                        |                                        |  |  |                                  |                                  |                                  |
|  |                                            |                                            | Mark king                                  | 2       |            |                                        |                                        |                                        |  |  |                                  |                                  |                                  |
|  |                                            | Mark King                                  | Mark king                                  | 2       | 4          |                                        |                                        |                                        |  |  |                                  |                                  |                                  |
|  |                                            | Mark King                                  |                                            |         | 4          |                                        |                                        |                                        |  |  |                                  |                                  |                                  |
|  |                                            | Matthew Selt                               | 2                                          |         |            |                                        |                                        |                                        |  |  |                                  |                                  |                                  |
|  |                                            |                                            |                                            |         |            |                                        |                                        |                                        |  |  |                                  | Mark Selby                       | 5                                |
|  |                                            |                                            |                                            | Li Hang | 4          |                                        |                                        |                                        |  |  |                                  |                                  |                                  |
|  |                                            | Li Hang                                    | 4                                          |         |            |                                        |                                        |                                        |  |  |                                  |                                  |                                  |
|  |                                            | Mei Xiwen                                  | 0                                          |         |            |                                        |                                        |                                        |  |  |                                  |                                  |                                  |
|  |                                            | Mei Xiwen                                  | 0                                          |         | Li Hang    | 4                                      |                                        |                                        |  |  |                                  |                                  |                                  |
|  |                                            |                                            |                                            |         | Li Hang    | 4                                      |                                        |                                        |  |  |                                  |                                  |                                  |
|  |                                            |                                            | Sunny Akani                                | 2       |            |                                        |                                        |                                        |  |  |                                  |                                  |                                  |
|  |                                            | Ju Reti                                    | Sunny Akani                                | 2       | 2          |                                        |                                        |                                        |  |  |                                  |                                  |                                  |
|  |                                            | Ju Reti                                    |                                            |         | 2          |                                        |                                        |                                        |  |  |                                  |                                  |                                  |
|  |                                            | Sunny Akani                                | 4                                          |         |            |                                        |                                        |                                        |  |  |                                  |                                  |                                  |

## Finale
| Finale au meilleur des 9 manches Arbitre : ? |                          |               |
| Mark Selby Angleterre                        | 5 - 4 ( - )              | Li Hang Chine |
| 0 68                                         | Centuries Meilleur break | 0 70          |
| Mark Selby remporte l'Open de Haining 2018.  |                          |               |